# Primeira Liga 2011-12
La Primeira Liga 2011/12 fue la edición número 78 de la máxima categoría de fútbol en Portugal. Un total de 16 equipos disputaron la liga, de los cuales 14 ya estuvieron en la temporada 2010/11 y dos fueron promovidos de la Liga de Honra. FC Porto defendió exitosamente el título.

## Equipos
| Club                 | Ciudad               | Estadio                     |
| -------------------- | -------------------- | --------------------------- |
| Académica            | Coímbra              | Ciudad de Coímbra           |
| Beira-Mar            | Aveiro               | Municipal de Aveiro         |
| Benfica              | Lisboa               | da Luz                      |
| Braga                | Braga                | Municipal de Braga          |
| Feirense             | Santa María da Feira | Estádio Marcolino de Castro |
| Gil Vicente          | Barcelos             | Estádio Cidade de Barcelos  |
| UD Leiria            | Leiría               | Dr. Magalhães Pessoa        |
| Marítimo             | Funchal              | dos Barreiros               |
| Nacional             | Funchal              | Rui Alves                   |
| SC Olhanense         | Olhão                | José Arcanjo                |
| Paços Ferreira       | Paços de Ferreira    | da Mata Real                |
| FC Porto             | Oporto               | do Dragão                   |
| Rio Ave              | Vila do Conde        | do Rio Ave FC               |
| Sporting de Portugal | Lisboa               | José Alvalade               |
| Vitória Guimarães    | Guimarães            | D. Afonso Henriques         |
| Vitória Setúbal      | Setúbal              | do Bonfim                   |

## Ascensos y descensos
| Pos | de la Primeira Liga |
| --- | ------------------- |
| 15º | Portimonense        |
| 16º | Naval 1° Maio       |

| Pos | de la Liga de Honra |
| --- | ------------------- |
| 1º  | Gil Vicente         |
| 2º  | CD Feirense         |

## Clasificación
| Pos | Equipo               | PJ | PG | PE | PP | GF | GC | Dif | Pts. |
| --- | -------------------- | -- | -- | -- | -- | -- | -- | --- | ---- |
| 1   | Porto                | 30 | 23 | 6  | 1  | 69 | 19 | +50 | 75   |
| 2   | Benfica              | 30 | 21 | 6  | 3  | 66 | 27 | +39 | 69   |
| 3   | Sporting Braga       | 30 | 19 | 5  | 6  | 59 | 29 | +30 | 62   |
| 4   | Sporting de Portugal | 30 | 18 | 5  | 7  | 47 | 26 | +21 | 59   |
| 5   | Marítimo             | 30 | 14 | 8  | 8  | 41 | 38 | +3  | 50   |
| 6   | Vitória Guimarães    | 30 | 14 | 3  | 13 | 40 | 40 | 0   | 45   |
| 7   | Nacional             | 30 | 13 | 5  | 12 | 48 | 50 | -2  | 44   |
| 8   | Olhanense            | 30 | 9  | 12 | 9  | 36 | 38 | -2  | 39   |
| 9   | Gil Vicente          | 30 | 8  | 10 | 12 | 31 | 42 | -11 | 34   |
| 10  | Paços de Ferreira    | 30 | 8  | 7  | 15 | 35 | 53 | -18 | 31   |
| 11  | Vitória Setúbal      | 30 | 8  | 6  | 16 | 24 | 49 | -25 | 30   |
| 12  | Beira-Mar            | 30 | 8  | 5  | 17 | 26 | 38 | -12 | 29   |
| 13  | Académica de Coimbra | 30 | 7  | 8  | 15 | 27 | 38 | -11 | 29   |
| 14  | Rio Ave              | 30 | 7  | 7  | 16 | 33 | 42 | -9  | 28   |
| 15  | Feirense             | 30 | 5  | 9  | 16 | 27 | 49 | -22 | 24   |
| 16  | Leiria               | 30 | 5  | 4  | 21 | 25 | 56 | -31 | 19   |

|  | Campeón, clasificado para la Fase de grupos de la UEFA Champions League 2012/13                         |
|  | Subcampeón, clasificado para la Fase de grupos de la UEFA Champions League 2012-13                      |
|  | Clasificado para la Cuarta ronda previa (play-off) de la UEFA Champions League 2012-13                  |
|  | Clasificado para la Fase de grupos de la UEFA Europa League 2012-13 como campeón de la Copa de Portugal |
|  | Clasificado para la Cuarta ronda previa (play-off) de la UEFA Europa League 2012-13                     |
|  | Clasificado para la Tercera ronda previa de la UEFA Europa League 2012-13                               |
|  | Descendido a la Segunda Liga                                                                            |

## Campeón
|                          |
| Campeón Porto 26° título |

## Resultados
|                   | Acá  | Bei  | Ben  | Bra  | Fei  | Gil  | Mar  | Nac  | Olh  | Paç  | Por  | Rio  | Spo  | Uni  | VGu  | VSe  |
| ----------------- | ---- | ---- | ---- | ---- | ---- | ---- | ---- | ---- | ---- | ---- | ---- | ---- | ---- | ---- | ---- | ---- |
| Académica         | –––– | 0-1  | 0-0  | 0-0  | 4-0  | 0-2  | 0-1  | 4-0  | 0-1  | 0-1  | 0-3  | 1-0  | 1-1  | 0-0  | 0-2  | 1-0  |
| Beira-Mar         | 2-1  | –––– | 0-1  | 1-2  | 2-1  | 1-0  | 1-2  | 0-3  | 1-2  | 2-0  | 1-2  | 0-0  | 0-0  | 0-1  | 0-1  | 2-3  |
| Benfica           | 4-1  | 3-1  | –––– | 2-1  | 3-1  | 3-1  | 4-1  | 4-1  | 2-1  | 4-1  | 2-3  | 5-1  | 1-0  | 1-0  | 2-1  | 4-1  |
| Braga             | 2-1  | 1-0  | 1-1  | –––– | 3-0  | 3-1  | 2-0  | 2-0  | 1-2  | 5-2  | 0-1  | 2-1  | 2-1  | 2-1  | 4-0  | 3-0  |
| Feirense          | 1-1  | 1-3  | 1-2  | 1-4  | –––– | 0-0  | 2-2  | 0-0  | 1-1  | 0-0  | 0-0  | 2-0  | 0-2  | 2-1  | 1-3  | 1-0  |
| Gil Vicente       | 2-0  | 0-0  | 2-2  | 0-3  | 3-1  | –––– | 0-0  | 0-3  | 1-1  | 1-2  | 3-1  | 0-0  | 2-0  | 2-1  | 3-1  | 0-1  |
| Marítimo          | 3-2  | 0-0  | 0-1  | 1-2  | 2-1  | 3-2  | –––– | 2-4  | 2-1  | 1-1  | 0-2  | 2-1  | 2-0  | 1-0  | 2-1  | 1-0  |
| Nacional          | 4-1  | 2-1  | 0-2  | 1-3  | 2-0  | 3-1  | 2-2  | –––– | 1-0  | 1-0  | 0-2  | 2-1  | 2-3  | 2-2  | 1-4  | 1-1  |
| Olhanense         | 0-2  | 2-1  | 0-0  | 3-4  | 1-2  | 0-0  | 0-0  | 4-4  | –––– | 1-2  | 0-0  | 0-2  | 0-0  | 2-1  | 1-0  | 2-2  |
| Paços de Ferreira | 2-0  | 0-3  | 1-2  | 1-1  | 3-1  | 1-2  | 1-1  | 0-2  | 1-1  | –––– | 1-1  | 2-2  | 2-3  | 2-1  | 1-5  | 2-1  |
| Porto             | 1-1  | 3-0  | 2-2  | 3-2  | 2-0  | 3-1  | 2-0  | 5-0  | 2-0  | 3-0  | –––– | 2-0  | 2-0  | 4-0  | 3-1  | 3-0  |
| Rio Ave           | 0-0  | 4-0  | 2-2  | 0-0  | 2-2  | 2-0  | 1-3  | 2-1  | 0-1  | 1-0  | 2-5  | –––– | 2-3  | 2-0  | 0-1  | 3-0  |
| Sporting CP       | 2-1  | 2-0  | 1-0  | 3-2  | 1-0  | 6-1  | 2-3  | 1-0  | 1-1  | 1-0  | 0-0  | 1-0  | –––– | 3-1  | 5-0  | 3-0  |
| União Leiria      | 1-2  | 0-0  | 0-4  | 1-0  | 0-4  | 0-0  | 1-3  | 2-3  | 1-3  | 2-4  | 2-5  | 1-0  | 0-1  | –––– | 1-0  | 2-0  |
| Vitória Guimarães | 1-2  | 0-3  | 1-0  | 1-1  | 1-0  | 1-1  | 1-0  | 1-0  | 2-2  | 3-1  | 0-1  | 2-1  | 0-1  | 3-2  | –––– | 3-0  |
| Vitória Setúbal   | 1-1  | 1-0  | 1-3  | 0-1  | 1-1  | 0-0  | 1-1  | 0-3  | 2-3  | 2-1  | 1-3  | 2-1  | 1-0  | 1-0  | 1-0  | –––– |

## Goleadores
| Óscar Cardozo                            | Benfica              | 20 |
| Rodrigo Lima                             | Sporting Braga       | 20 |
| Hulk                                     | Porto                | 16 |
| Ricky van Wolfswinkel                    | Sporting de Portugal | 14 |
| James Rodríguez                          | Porto                | 13 |
| Última actualización: 13 de mayo de 2012 |                      |    |

## Asistencias
| Jugador         | Equipo   | Asistencias |
| --------------- | -------- | ----------- |
| Hulk            | Porto    | 10          |
| Pablo Aimar     | Benfica  | 9           |
| Danilo Dias     | Marítimo | 9           |
| James Rodríguez | Porto    | 8           |

## Premios anuales
- Balón de Oro:  James Rodríguez
- Futbolista del año:  Hulk
- Futbolista revelación del año:  James Rodríguez
- Portero del año:  Rui Patrício
- Entrenador del año:  Vítor Pereira
- Premio al juego limpio: Rio Ave